# Église Sainte-Sophie de Monemvasia
L’église Agía Sofía (grec moderne : Ναός Αγίας Σοφίας) ou église Sainte-Sophie, est une église de la ville haute de Monemvasia en Laconie dans le Péloponnèse en Grèce. 

## Histoire
Cette église a été construite à l'époque byzantine vers 1150. 
Le narthex à arcades a été ajouté par les Vénitiens. 
L'église a été transformée en mosquée sous la domination ottomane.